# Reactieve stikstof

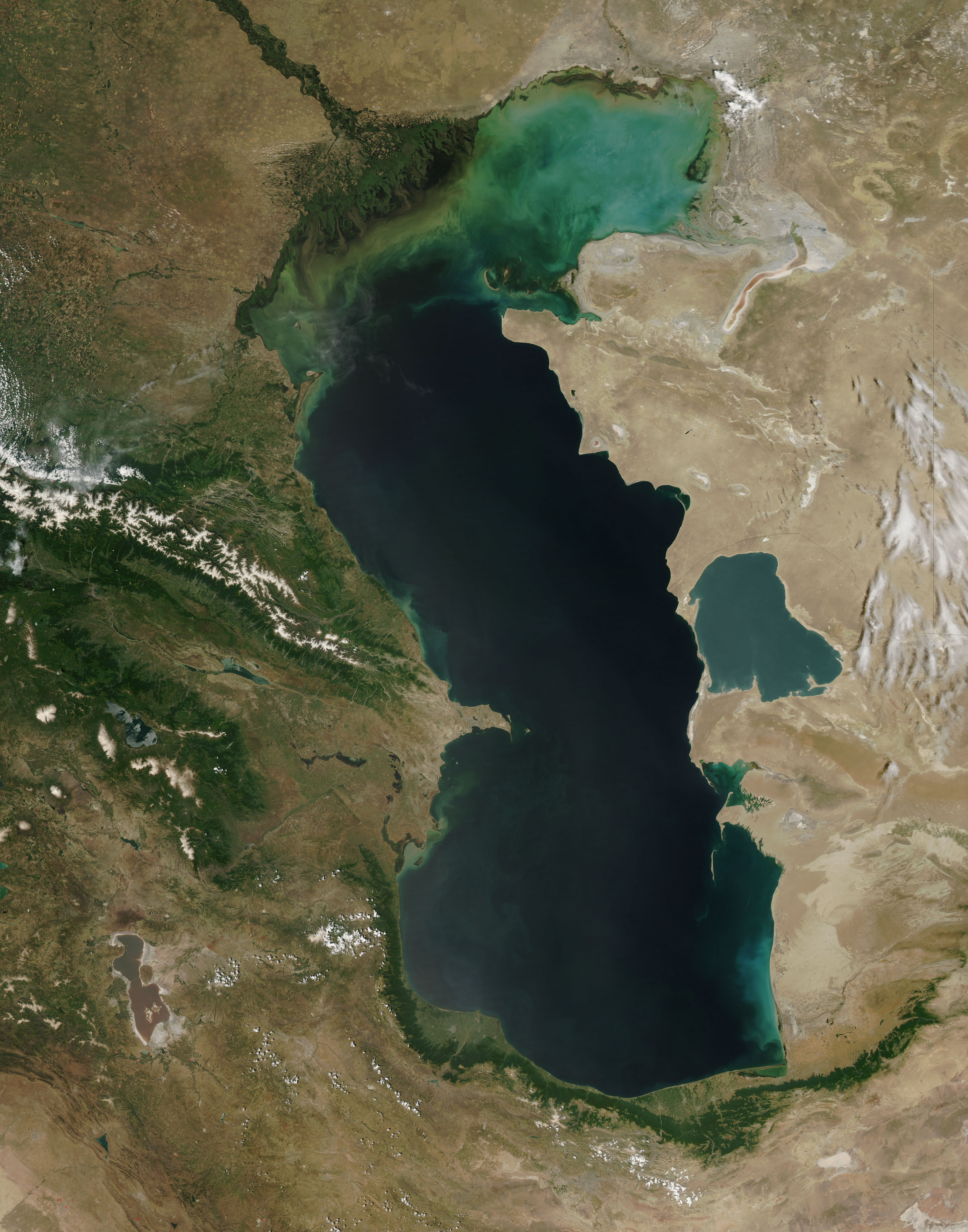
Eutrofiëring, dat veelal wordt veroorzaakt door een overvloed aan reactieve stikstof, dat zichtbaar is door de toegenomen troebelheid in het noordelijk deel van de Kaspische Zee

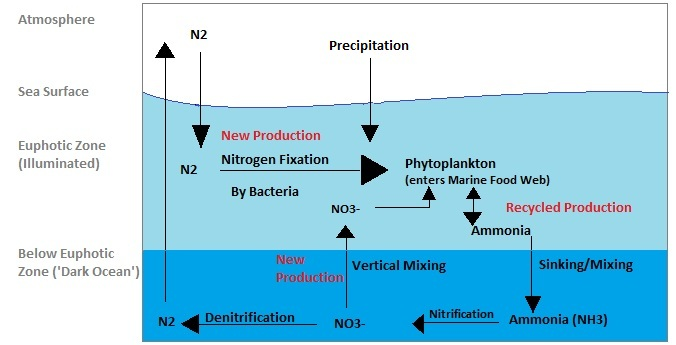
Een schema van de mariene stikstofcyclus.

Reactieve stikstof (Nr) is een stikstofverbinding die direct en indirect nodig is voor de groei van planten. Veel voorkomende verbindingen zijn onder andere de stikstofoxides (NOx), ammoniak (NH3), distikstofmonoxide (N2O) en nitraat (NO3−).
In de atmosfeer is stikstof aanwezig als een niet-reactieve (chemisch inerte) vorm N2 (moleculaire stikstof), die maar door een klein aantal organismen gebruikt kan worden. Reactieve stikstof wordt daarentegen door organismen snel omgezet in aminozuren. Dit kan in zoete wateren leiden tot bemesting (eutrofiëring) en een tekort aan zuurstof.
Reactieve stikstof kan door bacteriën via denitrificatie weer worden omgezet in N2. De meeste reactieve verbindingen zijn afkomstig vanuit de intensieve landbouw (vooral de intensieve veehouderij) en dan voornamelijk door het (overmatig) gebruik van bemesting.

## Reactieve stikstofverbindingen
Reactieve stikstofverbindingen bevatten de volgende groepen:
- verbindingen met zuurstof: stikstofmonoxide, stikstofdioxide, distikstofmonoxide. Deze verbindingen bevatten geoxideerde stikstof, voornamelijk gevormd bij de uitstoot door industriële processen en verbrandingsmotoren.
- anionen: nitraat, nitriet. Nitraat is een veel gebruikt bestandsdeel in bemesting, in bijvoorbeeld ammoniumnitraat.
- Aminoderivaten: ammoniak, ammoniumzouten en ureum. Bevatten minder stikstof, en komen veel voor in bemesting.

Al deze verbindingen doen mee aan de stikstofkringloop.